# 타투 (2002년 영화)
《타투》(Tattoo)는 독일에서 제작된 로베르트 슈벤트케 감독의 2002년 스릴러 영화이다. 오거스트 딜 등이 주연으로 출연하였고 Roman Kuhn 등이 제작에 참여하였다.

## 출연

### 주연
- 오거스트 딜
- 크리스티앙 레들
- 나데쉬다 브레니케
- 조앙 레쌍

### 조연
- 잉고 나우욕스
- 플로리안 판즈네르
- 구스타브 피터 볼러

## 기타
- 미술: 요세프 상크트요한저
- 의상: Peri de Braganca